# Automorfisme
Een automorfisme, van Grieks: αὐτός, zelf en μορφή. vorm, is in de wiskunde een bijectieve afbeelding van een object naar zichzelf die de structuur van het object behoudt, anders gezegd een isomorfisme van het object naar zichzelf.

## Automorfismegroep
Omdat de  samenstelling van twee automorfismen weer een automorfisme is en de inverse van een automorfisme ook weer een automorfisme is, vormen de automorfismen van een vast object een groep, de automorfismegroep, van het object. De studie van deze groepen speelt in veel takken van de wiskunde een belangrijke rol, en met name in de Galoistheorie is het centrale studieobject een groep van automorfismen van een lichaam.
De automorfismegroep van een groep {\displaystyle G} wordt aangeduid met {\displaystyle \mathrm {Aut} (G)} en is dus gedefinieerd door:
{\displaystyle \mathrm {Aut} (G)=\{\varphi :G\to G\mid \varphi (gh)=\varphi (g)\varphi (h){\text{ voor alle }}g,h\in G\}.}
Dat dit inderdaad zelf een groep {\displaystyle (\mathrm {Aut} (G),\circ )} is, met als groepsbewerking de samenstelling van afbeeldingen, volgt uit het onderstaande bewijs.
- {\displaystyle \mathrm {Aut} (G)\neq \varnothing }, omdat de identieke afbeelding {\displaystyle id_{G}} een automorfisme is ({\displaystyle id_{G}(g)=g}).
- {\displaystyle \mathrm {Aut} (G)} is afgesloten onder de bewerking {\displaystyle \circ }, want de samenstelling van twee automorfismen is ook een automorfisme: voor {\displaystyle \varphi ,\psi \in \mathrm {Aut} (G)} geldt namelijk dat voor alle {\displaystyle g,h\in G}

{\displaystyle (\varphi \circ \psi )(gh)=\varphi (\psi (gh))=\varphi (\psi (g)\psi (h))=\varphi (\psi (g))\varphi (\psi (h))=(\varphi \circ \psi )(g)(\varphi \circ \psi )(h),}dus {\displaystyle \varphi \circ \psi \in \mathrm {Aut} (G)}.
- De groepsbewerking samenstelling van afbeeldingen is associatief.
- Er is een eenheidselement, namelijk de identieke afbeelding {\displaystyle id_{G}}, want voor {\displaystyle \varphi \in \mathrm {Aut} (G)} en alle {\displaystyle g\in G} geldt:

{\displaystyle (id_{G}\circ \varphi )(g)=\varphi (g)=(\varphi \circ id_{G})(g)}.
- Ieder isomorfisme, en dus ook ieder automorfisme, is inverteerbaar. Deze inverse is ook een automorfisme en daarom element van {\displaystyle \mathrm {Aut} (G)}.

## Voorbeelden
- In de verzamelingenleer is een automorfisme van een verzameling {\displaystyle X} een willekeurige permutatie van de elementen van {\displaystyle X}. De automorfismegroep van {\displaystyle X} wordt ook wel aangeduid als de symmetriegroep op {\displaystyle X.}

- In de elementaire rekenkunde, wordt de verzameling van gehele getallen, {\displaystyle \mathbb {Z} }, beschouwd als een groep onder de operatie optelling. Deze verzameling heeft een uniek niet triviaal automorfisme: negatie. Beschouwd als een ring kent de verzameling van gehele getallen alleen het triviale automorfisme. Algemeen gesproken is ontkenning een automorfisme van elke abelse groep, maar is ontkenning geen automorfisme van een ring of van een veld.

- Een groepsautomorfisme is een groepsisomorfisme van een groep op zichzelf. Informeel gesproken kan men een groepsautomorfisme zien als een permutatie van de groepselementen zodanig dat de structuur onveranderd blijft. Voor elke groep {\displaystyle G} bestaat er een natuurlijk groepshomomorfisme {\displaystyle G\to \mathrm {Aut} (G)}, waarvan het beeld de groep {\displaystyle G\to \mathrm {Inn} (G)}van inwendige automorfismen is en waarvan de kern het centrum van de groep {\displaystyle G} is. Als {\displaystyle G} dus een trivaal centrum heeft, kan de groep worden ingebed in haar eigen automorfismegroep.

- In de lineaire algebra is een endomorfisme van een vectorruimte {\displaystyle V} een lineaire operator {\displaystyle V\to V}. Een automorfisme is een inverteerbare lineaire operator op {\displaystyle V}. Wanneer de vectorruimte eindigdimensionaal is, is de automorfisme groep van {\displaystyle V} is dezelfde als de algemene lineaire groep, {\displaystyle \mathrm {GL} (V)}.

- In de grafentheorie is een automorfisme van een graaf een permutatie van de knopen die zijden en niet-zijden bewaart. Als twee knopen verbonden zijn door een zijde, dan zijn hun beelden onder een permutatie dat ook.